# Новостройка (Калінінградська область)
Новостройка (рос. Новостройка) — селище Гусєвського району, Калінінградської області Росії. Входить до складу Калінінського сільського поселення.
Населення —  142 особи (2015 рік). 

## Населення
| 2002 | 2010 |
| ---- | ---- |
| 181  | ↘142 |